# Gabriela Loskotová
Gabriela Loskotová (* 19. Mai 1975) ist eine tschechische Triathletin.

## Werdegang
1994 begann sie aktiv mit Langlauf und sie betreibt Triathlon seit 1997. Sie startete 2000 erstmals in Roth über die Ironman-Distanz und im Oktober desselben Jahres als erste Tschechin beim Ironman Hawaii.
2004 konnte sie in Pardubice auf der Mitteldistanz zum vierten Mal den Czechman Triatlon gewinnen (1,9 km Schwimmen, 90 km Radfahren und 21 km Laufen). Gabriela Loskotová lebt mit ihrem Mann  in Prag. Sie startete in Deutschland für den DSW Darmstadt. Im Dezember 2017 konnte sie zum zweiten Mal in Folge den Silvesterlauf Linz gewinnen.
Im Juni 2018 wurde die damals 43-Jährige Zweite auf der Sprintdistanz beim Linz-Triathlon.

## Sportliche Erfolge
| Datum/Jahr    | Rang | Wettbewerb                 | Austragungsort    | Zeit     | Bemerkung |
| ------------- | ---- | -------------------------- | ----------------- | -------- | --- |
| 2. Juni 2018  | 2    | Linz-Triathlon             | Linz              |          | auf der Sprintdistanz hinter der Deutschen Kathrin Kaspareth                                                                    |
| 6. Juni 2015  | 63   | Linz Triathlon             | Linz              | 05:14:56 | Mitteldistanz (1,9 km Schwimmen, 90 km Radfahren und 21,1 km Laufen)                                                            |
| 28. Juli 2012 | 2    | TriZell                    | Zell am See       | 02:17:42 | [ 1 ] |
| 7. Juli 2012  | 3    | Steeltownman               | Linz              |          | Kurzdistanz |
| 14. Juni 2009 | 10   | Ironman 70.3 Kansas        | Lawrence          | 04:41:56 | |
| Juli 2008     | 6    | Allgäu Triathlon           | Immenstadt        |          | Hinter der Siegerin Nicole Klingler landete Loskotová auf dem sechsten Rang (2 km Schwimmen, 92 km Radfahren und 21 km Laufen). |
| 16. Mai 2008  | 2    | Gulf Coast Triathlon       | Panama City Beach |          | Loskotová erreichte auf der Ironman 70.3-Distanz in Florida hinter Amy Kloner den zweiten Rang.                                 |
| 10. Aug. 2006 | 1    | Erlangener Mitteltriathlon | Erlangen          |          | 2 km Schwimmen, 80 km Radfahren und 20 km Laufen                                                                                |
| 2004          | 1    | Czechman Triatlon          | Pardubice         |          | |
| 2003          | 2    | Half Ironman UK            | Sherborne         | 04:24:02 | Zweite hinter der Dänin Lisbeth Kristensen                                                                                      |
| 2002          | 1    | Czechman Triatlon          | Pardubice         |          | |
| 2001          | 1    | Czechman Triatlon          | Pardubice         |          | |
| 2000          | 1    | Czechman Triatlon          | Pardubice         |          | |

| Datum/Jahr    | Rang | Wettbewerb                                         | Austragungsort | Zeit     | Bemerkung                                                                                              |
| ------------- | ---- | -------------------------------------------------- | -------------- | -------- | --- |
| 7. Nov. 2009  | 9    | Ironman Florida                                    | Panama City    | 09:43:15 | |
| 1. Nov. 2008  | 6    | Ironman Florida                                    | Panama City    | 09:47:03 | hinter der Siegerin Bella Comerford                                                                    |
| 7. Sep. 2008  | 6    | Ironman Wisconsin                                  | Madison        | 10:11:14 | |
| 22. Juni 2008 | 6    | Ironman USA                                        | Coeur d’Alene  | 10:12:22 | |
| 3. Nov. 2007  | 8    | Ironman Florida                                    | Panama City    | 09:27:44 | |
| 10. Sep. 2006 | 6    | Ironman Wisconsin                                  | Madison        | 10:36:24 | |
| 5. Nov. 2005  | 3    | Ironman Florida                                    | Panama City    | 09:42:29 | Hinter der Siegerin Bella Comerford landete Gabriela Loskotová auf dem dritten Rang.                   |
| 11. Sep. 2005 | 4    | Ironman Wisconsin                                  | Madison        | 10:34:04 | |
| 6. Aug. 2005  | 15   | ITU World Long Distance Triathlon Championships    | Fredericia     | 06:49:36 | Triathlon-Weltmeisterschaft auf der Langdistanz                                                        |
| 2005          | 8    | ETU Long Distance Triathlon European Championships | Säter          | 07:01:45 | Europameisterschaft über die Langdistanz (4 km Schwimmen, 120 km Radfahren und 30 km Laufen)           |
| 2004          | 7    | Ironman Wisconsin                                  | Madison        | 10:48:28 | |
| 8. Nov. 2003  | 6    | Ironman Florida                                    | Panama City    | 09:51:47 | |
| 18. Aug. 2002 | 6    | Ironman Germany                                    | Frankfurt      |          | |
| 8. Apr. 2001  |      | Ironman Australia                                  | Port Macquarie | 10:42:36 | |
| 10. Okt. 2000 |      | Ironman Hawaii                                     | Hawaii         | 11:04:15 | Loskotová finishte bei ihrem zweiten Start über diese Distanz als erste Tschechin beim Ironman Hawaii. |
| 2000          | 21   | Ironman Europe                                     | Roth           | 10:21:00 | Loskotová wurde Zweite in der Klasse W25                                                               |

| Datum/Jahr    | Rang | Wettbewerb                                     | Austragungsort     | Zeit     | Bemerkung                                                                                               |
| ------------- | ---- | ---------------------------------------------- | ------------------ | -------- | --- |
| 21. Okt. 2007 | 17   | ITU Long Distance Duathlon World Championship  | Richmond           | 03:58:31 | Duathlon-Weltmeisterschaft                                                                              |
| 15. Apr. 2007 | 2    | Powerman Alabama                               | Vereinigte Staaten |          | Duathlon (8 km Laufen, 53 km Radfahren und 8 km Laufen)                                                 |
| 9. Sep. 2001  | 13   | ITU Long Distance Duathlon World Championships | Venray             | 03:22:14 | Duathlon-Weltmeisterschaft auf der Langstrecke (15 km Laufen, 60 km Radfahren und erneut 7,5 km Laufen) |

| Datum/Jahr | Rang | Wettbewerb   | Austragungsort | Zeit | Bemerkung          |
| ---------- | ---- | ------------ | -------------- | ---- | ------------------ |
| Feb. 2020  | 1    | Steeltownman | Linz           |      | Siegerin Aquathlon |

| Datum/Jahr    | Rang | Wettbewerb         | Austragungsort | Zeit     | Bemerkung |
| ------------- | ---- | ------------------ | -------------- | -------- | --------- |
| 31. Dez. 2017 | 1    | Silvesterlauf Linz | Linz           | 00:22:48 | 6000 m    |
| 31. Dez. 2016 | 1    | Silvesterlauf Linz | Linz           | 00:21:44 |           |
| 31. Dez. 2015 | 5    | Silvesterlauf Linz | Linz           | 00:22:38 |           |

(DNF – Did Not Finish)